# Schlacht bei Inverurie
Schlachten des Ersten Schottischen Unabhängigkeitskrieges

Berwick – Dunbar – Stirling Bridge – Falkirk – Roslin – Stirling Castle – Methven – Dalry – Glen Trool – Loudoun Hill – Inverurie – Brander – Perth – Bannockburn – Berwick – Berwick – Myton – Byland – Weardale
Schlachten des Zweiten Schottischen Unabhängigkeitskrieges

Kinghorn – Dupplin Moor – Annan – Berwick – Halidon Hill – Boroughmuir – Culblean – Neville’s Cross
Die Schlacht bei Inverurie (auch Schlacht bei Barra) war eine Schlacht des Ersten Schottischen Unabhängigkeitskriegs. Am 22. und 23. Mai 1308 konnte der schottische König Robert Bruce bei Inverurie seinen innenpolitischen Gegner John Comyn, 7. Earl of Buchan entscheidend schlagen. Nach älteren Angaben fand die Schlacht bereits am 23. Dezember 1307 statt.

## Vorgeschichte
Nachdem der englische König Eduard I. im Juli 1307 gestorben war, brach sein Sohn und Nachfolger Eduard II. den begonnenen Feldzug nach Schottland im August ab und zog sich nach England zurück. Damit sank der militärische Druck auf Robert Bruce, der sich im März 1306 zum schottischen König erhoben hatte. Der Thronanspruch von Bruce war aber auch unter den schottischen Adligen nicht unumstritten. Zum einen lehnten viele Adlige Bruce ab, da er den Thronanspruch des 1296 abgesetzten John Balliol missachtete, aber vor allem verurteilten viele die Ermordung von John Comyn, Lord of Badenoch im Februar 1306 durch Bruce. Nachdem der militärische Druck der Engländer auf Bruce nachgelassen hatte, zog dieser ab September 1307 von Südwestschottland nach Nordostschottland, um seine schottischen Gegner auszuschalten. Zunächst eroberte er Inverness, Nairn und Urquhart Castle, worauf der Earl of Ross einen Waffenstillstand mit ihm schloss. Dann wandte sich Bruce gegen John Comyn, 7. Earl of Buchan. Dieser war ein Cousin des von ihm ermordeten John Comyn of Badenoch und sein bedeutendster innenpolitischer Gegner.

## Konfrontation mit den Truppen des Earls of Buchan bei Slioch
Bruce zog Anfang November mit einem etwa 700 Mann starken Heer nach Inverurie, dem wichtigsten Burgh von Garioch. Dort erkrankte er so schwer, dass seine Anhänger befürchteten, dass er sterben würde. Dazu zog der Earl of Buchan mit einem Heer seinem Gegner entgegen. Sein Heer war wahrscheinlich dem Heer von Bruce zahlenmäßig überlegen, bestand aber nur aus einem Aufgebot aus eigenen Besitzungen, während das Heer von Bruce bereits Kampferfahrungen durch die Kämpfe gegen die Engländer hatte. Angesichts des Zustands von Bruce zog sich dessen Heer aber nach Slioch in Drumblade zurück, wobei der kranke Bruce mit einer Trage durch die Foudland Hills getragen werden musste. Mitte November schlug das Heer neben einem Wald ein Lager auf. Zu dieser Zeit lag bereits Schnee, die Soldaten fanden in der Region nicht genügend Lebensmittel und der Zustand des Königs verschlechterte sich weiter. Der Earl of Buchan hatte seinen Gegner verfolgt, vermied jedoch eine offene Schlacht. Seine Bogenschützen begannen jedoch, die Soldaten von Bruce zu beschießen. Die Bogenschützen der Armee von Bruce schossen zurück, doch nach drei Tagen zog sich die Armee von Bruce geordnet zurück, worauf Buchan das offensichtlich starke und disziplinierte Heer abziehen ließ und sich nach Buchan zurückzog, um Verstärkungen heranzuziehen.

## Schlacht bei Inverurie
Der immer noch kranke Bruce wurde nach Strathbogie gebracht, wo er sich erholte. Die Comyns wähnten ihn auf der Flucht, verstärkten aber die Besatzung von Coull Castle in Aberdeenshire. Der mit ihnen verbündete John Mowbray akzeptierte einen bis Ende Februar 1308 befristeten Waffenstillstand mit Bruce. Nach dessen Ablauf griffen die Truppen von Bruce Mortlach, Tarradle und Skelbo Castle an und erneuerten ab dem 7. April 1308 die Belagerung von Elgin Castle, die im Vorjahr abgebrochen worden war. Obwohl Bruce noch nicht vollständig genesen war, führte er im Mai sein Heer wieder nach Inverurie. Nachdem das Heer die Stadt erreicht hatte, erschien der Earl of Buchan wieder mit seinem Aufgebot vor der Stadt. Er zögerte aber anzugreifen und bezog in Oldmeldrum Quartier. Am nächsten Morgen machte Sir David of Brechin ohne Absprache mit Buchan einen Vorstoß auf Inverurie, wobei seine Soldaten einige Männer von Bruce töten konnten. Als Bruce hiervon erfuhr, führte er zu Pferd seine Truppen gegen das Heer von Buchan. Am Barra Hill trafen die Truppen aufeinander. Das Erscheinen des für schwer krank gehaltenen Bruce hoch zu Ross verwirrte Buchan und dessen Verbündete, darunter der Earl of Atholl und Sir John Mowbray, so dass sie zurückwichen. Dies führte zur Panik bei seinen Truppen. Als das Heer von Bruce nun angriff, flüchteten die Soldaten von Buchan in wilder Flucht nach Fyvie. Buchans Heer löste sich auf, er selbst flüchtete nach England, wo er wenige Monate später starb. Bruce ließ Buchans Besitzungen systematisch verwüsten. Anhänger von ihm wurden getötet, ihre Häuser und Vorräte zerstört und ihr Vieh geschlachtet. Danach zog Bruce weiter nach Moray.

## Folgen
Nach der Niederlage bei Inverurie flohen die Mitglieder der Familie Comyn, die in der zweiten Hälfte des 13. Jahrhunderts die führende schottische Adelsfamilie gewesen war, aus Schottland. Robert Bruce konnte jedoch weiter nach Nordschottland ziehen, das er bis Mitte 1308 unter seine Kontrolle brachte.